# 柴河沿战役
柴河沿战役是發生於1979年7月14日中華人民共和國辽宁省铁岭地區柴河沿村的102国道旁的一起警察與兇案嫌疑人的對峙事件。此次事件造成兩名兇案嫌疑人、5名警察和1名法警死亡。

## 經過
辽阳市东京陵公社新城大队民兵军械员凌国梁、新城大队电机厂工人徐忠正以及女社员王敏在殺死與他們有矛盾的大队干部後从大队民兵连枪库内拿出全自动步枪3支、子弹1500发（一說两支全自动步枪以及5000发子弹）逃往铁岭境内。
1979年7月14日，铁岭警方得知嫌疑人動向後出動5个追捕组抓捕嫌疑人。铁岭、开原、昌图等县公安局則派人控制了车站及交通要道。上午9时，嫌疑人來到铁岭县平项堡公社地运所大队時行蹤被追捕组发现，王敏被追捕組逮捕。9时30分，铁岭地区公安局四处副处长朱德俊带领追捕组來到哈大公路东侧時，埋伏在槐树丛中的凌国梁、徐忠正拿起自动步枪朝警方扫射。朱德俊和偵查員王树柏被當場擊斃，政治处副主任徐金发身受重傷，後經搶救無效死亡。
此時在四周搜索其他警力聽到槍聲後朝嫌犯所在地集結，開槍還擊的同時還調來了手榴彈。地区公安局警犬驯导员李长华在振臂投弹时被嫌犯擊斃。公安信访接待员尚琦也被擊斃。地区法院警察单兴忠身受重傷，送醫後不治身亡。
由於警方陷於被動，決定喊來坦克增援。下午4时，凌国梁離開槐树丛來到公路，結果被警方击毙。徐忠正則被警方手榴弹炸死。
在此次槍戰中陣亡的5名警察、1名法警被辽宁省革命委员会授予革命烈士称号，1979年7月24日召开追悼大会，這些人的骨灰最終安葬在铁岭龙首山革命烈士陵园。陣亡警察的後代至少有18人通过各種方式成為铁岭警察。